# James Dugdale, 2. Baron Crathorne

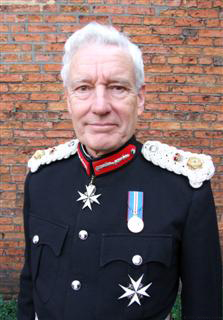
James Dugdale, 2. Baron Crathorne

Charles James Dugdale, 2. Baron Crathorne KCVO, KStJ, FRSA (* 12. September 1939) ist ein britischer Adliger, Kunsthändler und Geschäftsmann.

## Familie
Er ist der ältere Sohn des Thomas Dugdale, 1. Baron Crathorne, aus dessen Ehe mit Nancy Tennant.
Dugdale war seit 1970 verheiratet mit der 2009 verstorbenen Sylvia Mary Montgomery. Das Ehepaar hat zwei Töchter und einen Sohn.

## Karriere
Dugdale besuchte das Eton College und studierte dann am Trinity College an der University of Cambridge. Er arbeitete zunächst bei Sotheby’s in der Abteilung für impressionistische Gemälde, später dann in der Dependance in New York.
Seit 1969 ist Dugdale als unabhängiger Kunst-Berater selbständig tätig. Im Bereich der bildenden Künste wie auch der maritimen Ausbildung von Jugendlichen (Seekadetten) und der Universitäten in Yorkshire hatte und hat er eine Vielzahl von Ehrenämtern, zum Teil auch in leitender Funktion, inne. Seit 1972 ist er Mitglied der Royal Society of Arts, seit 1999 Ritter des Order of Saint John. Im selben Jahr wurde er auch Lord Lieutenant von North Yorkshire.
Beim Tod seines Vaters erbte Dugdale 1977 dessen Titel eines Baron Crathorne und den damit verbundenen Sitz im House of Lords sowie eines Baronets. Auch nach der Reform des Oberhauses 1999 hat er weiterhin einen Sitz dort als eines der 90 Mitglieder, die von den erblichen Adligen gewählt werden.

## Werke
- Edouard Vuillard (1967)
- Tennant's Stalk (1973)
- A Present from Crathorne (1989)
- Cliveden, the Place and the People (1995)
- The Royal Crescent Book of Bath (1998)
- Parliament in Pictures (1999)